# Torre de Quintela
A Torre de Quintela localiza-se na aldeia de Quintela, Freguesia de Vila Marim, Município e Distrito de Vila Real, em Portugal.
Foi erguida em posição dominante sobre um maciço rochoso no sopé da serra do Alvão.
A Torre de Quintela está classificada como Monumento Nacional desde 1910.

## História
Tudo indica que esta torre medieval, tenha sido edificada no reinado de D. Afonso III (1248-1279), por ordem de D. Alda Vasques, que a utilizou como residência senhorial.
Posteriormente, após um curto período na posse da Ordem dos Templários, parece ter passado para os domínios dos condes de Vimioso.
Camilo Castelo Branco cita-a, com liberdade literária, como um dos cenários do romance "O Anátema".
Para a preservação e recuperação desta torre, foi notável a acção do padre João Parente, que muito se dedicou ao estudo do património existente no Distrito de Vila Real.
Encontra-se classificada como Monumento Nacional, por Decreto de 23 de Junho de 1910.
Presentemente, a autarquia planeia requalificar este património como um Museu de Heráldica e Armaria Medieval, ainda em fase de organização, exibindo aos visitantes, entre outros itens, representações das pedras-de-armas das principais famílias dos Distritos de Vila Real e Bragança.
O imóvel confronta com as propriedades dos condes Montenegro, os primeiros que em um dos seus títulos englobaram o nome da torre: morgado da Torre de Quintela. Próximo à torre ergue-se ainda um imponente solar do século XVII, também pertencente aos Montenegros, atualmente a necessitar de obras.

## Características
Torre senhorial em estilo gótico, apresenta planta no formato quadrangular, com cerca de 10 metros de lado, elevando-se a quase 30 metros de altura. Aproximadamente a meia altura em cada alçado, e em cada um dos vértices no topo, apresenta um balcão ameado com Mata-cães.
Dividida internamente em quatro pavimentos, era acedida por uma escada de madeira amovível, através de uma porta em arco de volta perfeito.
Uma descrição desta torre, existente no Arquivo Municipal de Vila Real, reza:
...52 fiadas da base ao coroamento das ameias... quatro guaritas e varanda com pedra saída em cada uma das faces...